# جنر (کالیفرنیا)
جنر (به انگلیسی: Jenner) یک منطقهٔ مسکونی در ایالات متحده آمریکا است که در شهرستان سونوما، کالیفرنیا واقع شده‌است. جنر ۶٫۲۰۹ کیلومتر مربع مساحت و ۱۳۶ نفر جمعیت دارد و ۴ متر بالاتر از سطح دریا واقع شده‌است.